# Fables from a Mayfly: What I Tell You Three Times Is True
Fables from a Mayfly: What I Tell You Three Times Is True è il terzo album della alternative metal band Fair to Midland. È il primo album pubblicato da una major dopo i due album indipendenti. Fables from a Mayfly fu pubblicato il 12 giugno 2007, mentre il loro primo singolo veniva trasmesso nelle radio, Dance of the Manatee. L'album vendette più di 50,000 copie.
Fables from a Mayfly ricevette moltissime critiche positive, con IGN che lo considerava "Il favorito come album dell'anno". L'album raggiunse la #137 posizione su Billboard 200, e la #2 posizione su Top Heatseekers.

## Tracce
Testi di Darroh Sudderth, musiche di Fair to Midland.
1. Dance of the Manatee – 4:11
2. Kyla Cries Cologne/Pre-Versa – 4:01
3. Vice/Versa – 3:55
4. The Wife, the Kids, and the White Picket Fence – 3:29
5. April Fools and Eggmen/Ciperion – 4:44
6. A Seafarer's Knot – 4:11
7. A Wolf Descends Upon the Spanish Sahara – 4:13
8. Walls of Jericho – 3:46
9. Tall Tales Taste Like Sour Grapes – 4:02
10. Upgrade^Brigade/When the Bough Breaks – 5:17
11. Say When/Ozymandius – 5:52
12. An Honest Con Man (iTunes Bonus Track) – 4:01

- Tibet - (traccia fantasma)

La versione internazionale dell'album conteneva una demo di "Orphan Anthem '86," contenuta in inter.funda.stifle e The Drawn and Quartered EP, e mancano le tracce strumentali prima delle canzoni, eccetto "Ozymandius" dopo "Say When." Non contiene nemmeno la traccia precedente a Dance of the Manatee.

## Outtakes
1. Pour the Coal to 'er (inedito)
2. Proof Is a Punchline (inedito; strumentale)
3. Musical Chairs (inedito; strumentale)
4. Orphan Anthem '86 (inedito; strumentale)

Pour the Coal to' er doveva apparire nella versione europea dell'album, ma rimase inedita. Fu l'unico inedito completamente montato e mixato. Questa versione aveva un testo differente da quella pubblicata nel quarto album della band, Arrows & Anchors, ma contiene ancora il coro eseguito da dei bambini durante il bridge.
Ci sono altri tre inediti strumentali. La ri-registrazione di Orphan Anthem'86 venne definita "troppo sperimentale" secondo la band ed è stata successivamente accantonata all'inizio del processo di registrazione. Mentre tre delle outtakes furono pubblicate, "Proof is a Punchline" è tuttora completamente inedita.

## Formazione
- Darroh Sudderth - voce
- Cliff Campbell - chitarra
- Jon Dicken - basso
- Brett Stowers - batteria
- Matt Langley - tastiera
- Claudio Vena - viola e violino (in Tall Tales Taste Like Sour Grapes e Walls of Jericho)